# Troglophilus cavicola
Troglophilus cavicola är en insektsart som först beskrevs av Vincenz Kollar 1833.  Troglophilus cavicola ingår i släktet Troglophilus och familjen grottvårtbitare. Inga underarter finns listade i Catalogue of Life.